# Saccorhiza polyschides

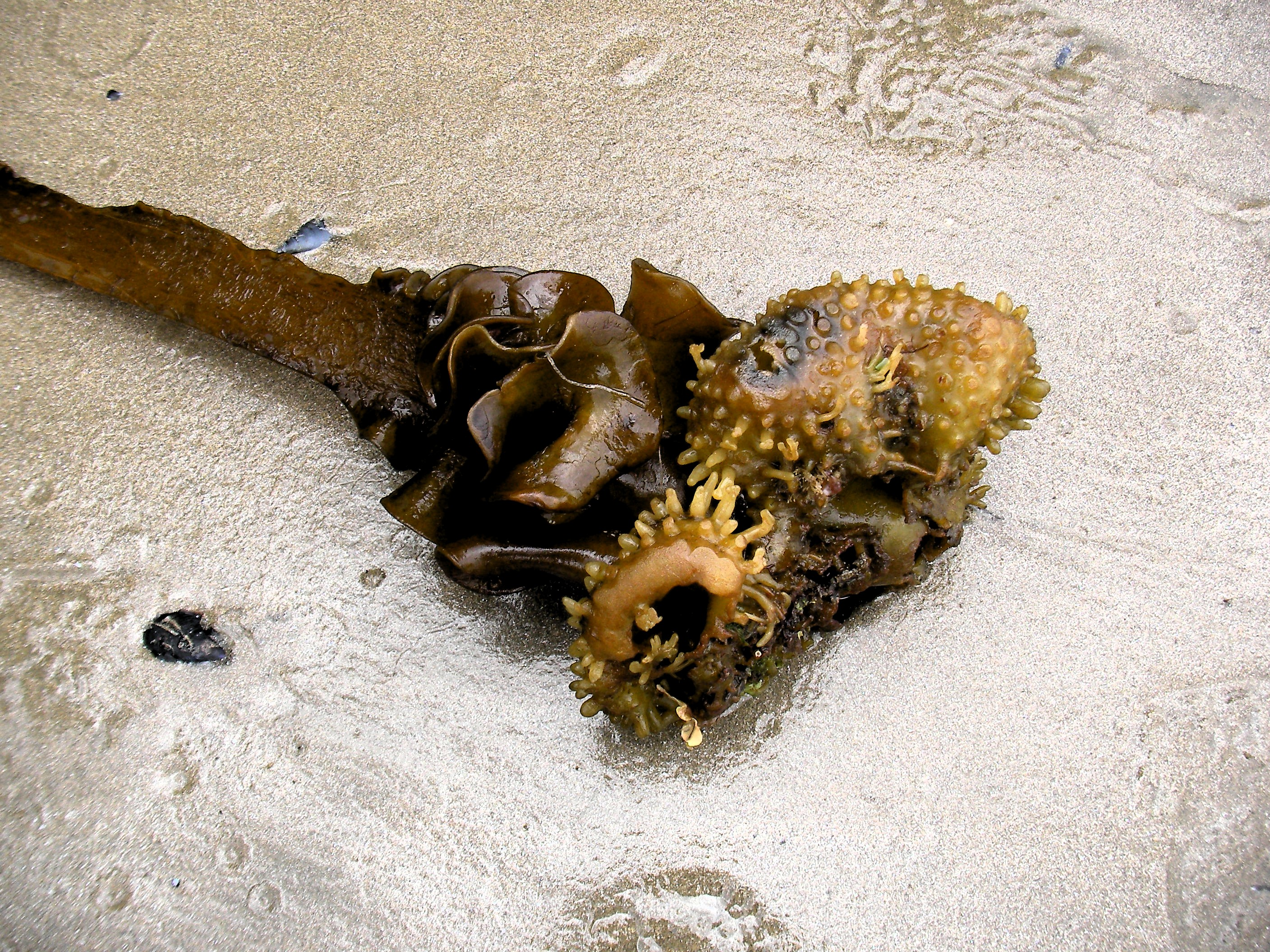
Basale Knolle von Saccorhiza polyschides

Saccorhiza polyschides ist eine Braunalgenart aus der Ordnung der Tilopteridales. Vor den Küsten von Nordostatlantik und Nordsee besiedelt die einjährige Art die Lücken im Tangwald.

## Beschreibung
Saccorhiza polyschides ist ein einjähriger dunkelbrauner Seetang, der meist 1 bis 3 m (selten bis 4, vielleicht bis 10 m) Länge erreichen kann. Sein Thallus gliedert sich in eine basale Knolle, einen Stiel und eine blattartige Fläche (Phylloid).
An der Basis umschließt eine verdickte, hohle, gelbbraune Knolle von 30 bis 50 cm Durchmesser das ursprüngliche Verankerungsorgan. Sie ist dicht mit warzigen Auswüchsen bedeckt. Wegen dieser basalen Struktur wird der Tang auf Englisch „furbellows“ (= Pelz-Blasebalg) oder „sea hedgehog“ (= Meeres-Igel) genannt. Der Stiel ist abgeflacht, am Rand oft flügelartig verbreitert und im unteren Teil mit symmetrischen wellenförmigen Falten besetzt. An der Basis ist der Stiel einmal spiralig verdreht. Das lederartige Phylloid ist flach, breit oval und unregelmäßig in fingerartige Bänder geteilt. Junge Phylloide erscheinen durch Haarbüschel gepunktet.
Durch die igelartige Knolle und den flachen, charakteristischen Stiel ist Saccorhiza von den Laminaria-Arten, mit denen sie oft gemeinsam vorkommt, leicht zu unterscheiden.

## Vorkommen
Das Verbreitungsgebiet von Saccorhiza polyschides liegt im östlichen Nordatlantik an den Küsten von Norwegen bis nach Marokko und Ghana und im westlichen Mittelmeer (Mauretanien). Sie kommt auch in der Nordsee bei Helgoland vor.
Saccorhiza polyschides besiedelt die untere Gezeitenzone und das flache Sublitoral bis zu Tiefen von 2 bis 19 m unterhalb der Niedrigwasserlinie. Als einjährige Art füllt sie rasch Lücken in Laminaria-Tangwäldern, ohne mit den ausdauernden Tangen konkurrieren zu können.

## Systematik
Die Erstbeschreibung erfolgte 1777 durch John Lightfoot unter dem Namen Fucus polyschides (in: Flora Scotica 2, S. 936–938). Edward Arthur Lionel Batters stellte die Art 1902 in die Gattung Saccorhiza (in: A catalogue of the British marine algae. Journal of Botany, British and Foreign 40, S. 48).
Synonyme von Saccorhiza polyschides (Lightfoot) Batters sind Alaria pylaiei var. grandifolia (J. Agardh) Jónsson, Fucus bulbosus Huds., Fucus polyschides Lightfoot, Gigantea bulbosa Stackhouse, Haligenia bulbosa Decaisne, Laminaria blossevillei Bory de Saint-Vincent, Laminaria bulbosa J. V. Lamouroux, Phasgonon bulbosum (Huds.) S. F. Gray, Phycocastanum bulbosum Kützing, Saccorhiza bulbosa J. Agardh und Ulva bulbosa A. P. de Candolle.
Sacchorhiza polyschides gehört zur Familie Phyllariaceae in der Ordnung der Tilopteridales. Zur Gattung Saccorhiza zählt noch eine weitere Art, Saccorhiza dermatodea (Bachelot de la Pylaie) J. Agardh, die arktisch verbreitet ist.